# Pixel 6
Pixel 6及Pixel 6 Pro是由Google发布的Android智能手机，为Pixel 5的后继机型。该款手机于2021年10月19日在Google的Pixel Fall Launch线上发布会上正式推出，并于2021年10月28日开始在全球部分国家和地区发售。和过往Google Pixel系列机型不同的是，Pixel 6系列不再随机附赠充电器，同时也以Google自行研发的Tensor系统芯片取代高通骁龙系统芯片。

## 历史
2021年8月2日，Google正式公开Pixel 6及Pixel 6 Pro的外观及部分细节，并宣布将在同年北半球秋季推出这两款手机。与此同时Google也公布了由该公司自研的Tensor系统芯片，该芯片为Pixel 6系列定制芯片，其命名由来是Google推出的机器学习框架TensorFlow，以及Google开发的张量处理单元（Tensor Processing Unit）。Google自2016年开始研发手机系统芯片，过往的Pixel机型一直都采用高通驍龍系列处理器。
Pixel 6系列公开后，Google随即开展一系列的营销活动，包括发布预告视频、在美国一些主要大城市张贴广告牌、在杂志上刊登广告等。与此同时，Google还在其于纽约设立的首家实体店Google Store Chelsea中将Pixel 6和Pixel 6 Pro的真机放入封闭玻璃框内进行展示，甚至还利用上已停用许久的Nexus系列官方Twitter账号来宣传Pixel 6。另外，Google也与英国第四台、NBA、Snapchat等进行合作以宣传新机。
2021年10月19日，Google透过其预先录制的线上发布会“Pixel Fall Launch”正式推出Pixel 6及Pixel 6 Pro，包括Google Store、Google Fi等在内的各大渠道亦在同一时间开放Pixel 6系列手机的预订。两款机型于2021年10月28日开始在9个国家和地区正式发售。

## 规格

### 设计
Pixel 6系列包含的颜色版本包括“风暴黑”（Stormy Black）、“海沫色”（Sorta Seafoam）、“珊瑚粉”（Kinda Coral）、“云雾白”（Cloudy White）和“阳光黄”（Sorta Sunny），其中“海沫色”和“珊瑚粉”为Pixel 6独有，而“云雾白”和“阳光黄”则为Pixel 6 Pro独有。以下是Pixel 6及6 Pro各颜色版本的示例图：
| Pixel 6 | Pixel 6 | Pixel 6 |        | Pixel 6 Pro | Pixel 6 Pro | Pixel 6 Pro |
| 珊瑚粉  | 海沫色  | 风暴黑  | 云雾白 | 阳光黄      | 风暴黑      |             |
| 珊瑚粉  | 海沫色  | 风暴黑  | 云雾白 | 阳光黄      | 风暴黑      |             |

两款机型正面均采用正上方单挖孔全面屏设计，背面则采用三段式撞色设计，顶部与底部以横向拍摄模组隔开。材质方面，两款机型正面均采用康宁大猩猩玻璃Victus屏幕，背面则分别采用不同材质，其中Pixel 6的背面材质为康宁大猩猩玻璃6，Pixel 6 Pro的背面材质则是康宁大猩猩玻璃Victus。屏幕规格方面，Pixel 6的尺寸为6.4英寸，屏幕高宽比为20:9；Pixel 6 Pro的尺寸为6.7英寸，屏幕高宽比则为19.5:9。

### 硬件
Pixel 6系列两款机型均支持高刷新率，其中Pixel 6支持90Hz刷新率，Pixel 6 Pro则支持120Hz刷新率。分辨率方面，Pixel 6的屏幕分辨率为1080P，Pixel 6 Pro则为1440P。屏下指纹识别是Pixel 6系列唯一的生物识别手段，这是Pixel系列首次以屏下指纹识别取代背部指纹识别。
内存方面，Pixel 6配备8GB内存，而Pixel 6 Pro的内存则为12GB。存储方面，Pixel 6提供128GB和256GB两种版本，Pixel 6 Pro则提供128GB、256GB和512GB三种版本。续航方面，Pixel 6系列两款机型的电池容量相比过往Pixel机型也有明显升级，其中Pixel 6的电池容量为4614mAh，Pixel 6 Pro则为5003mAh。两款机型的有线快速充电功率也由过往Pixel系列的18W提升至30W，然而Google自Pixel 6系列开始不再随机附赠充电器，并将手机与充电器分开销售。Pixel 6系列也和Pixel 5一样支持双向无线充电，其中Pixel 6支持的无线充电功率为21W，Pixel 6 Pro则为23W。
Pixel 6系列与Pixel 5同样支持5G，所有版本的Pixel 6系列机型均支持6GHz以下频段，其中Pixel 6的AT&T和Verizon合约机，及Pixel 6 Pro的澳大利亚版、美国版和日本版还额外提供对毫米波的支持。另外，Pixel 6系列达到了IP68的防水防尘等级，安全芯片则以Titan M2取代过往Pixel机型使用的Titan M。

#### 系统芯片
Pixel 6系列手机搭载Google自研的Tensor系统芯片，该定制芯片采用5纳米制程生产，主要侧重于人工智能和机器学习方面。Google声称，该芯片的CPU性能相比Pixel 5所使用的高通骁龙765G提升80%，GPU性能则提升370%，同时该芯片能直接在手机上处理人工智能和机器学习模型，帮助手机更好地处理图像、识别语音及实时翻译等。另外Google还表示，Tensor芯片内建的安全核心与Titan M2安全芯片的组合能够帮助手机更好保护敏感用户数据。

#### 相机
与前代Pixel相比，Pixel 6系列在相机配置方面也有明显升级。两款机型后背均配备一个凸起较为明显的横向摄像模组，其中Pixel 6的后背摄像模组内包含一个5000万像素广角镜头、一个1200万像素超广角镜头、一个激光对焦传感器和一个闪光灯，Pixel 6 Pro则在Pixel 6的基础上额外新增一个4800万像素长焦镜头，两款机型后置摄像头均支持录制60帧的4K视频。前置摄影方面，Pixel 6配备一个支持录制30帧1080P视频的800万像素镜头，Pixel 6 Pro则配备一个支持录制30帧4K视频的1110万像素镜头。

### 软件
Pixel 6及Pixel 6 Pro的出厂原装系统为Android 12。与过往机型仅提供三年安全更新不同的是，Google最初计划为该机型提供五年的安全更新支持，其中前三年还会提供额外的系统更新支持。2024年12月上旬，Google宣布Pixel 6系列机型的系统更新支持额外延长两年。功能方面，Pixel 6在前代Pixel既有功能的基础上，新增了魔术橡皮擦、面部去模糊、动态肖像模式、实时翻译等功能。
Pixel Pass订阅套餐也随Pixel 6系列的发布正式推出，该订阅套餐类似于Apple One和Xbox Game Pass，选择分期购买Pixel 6设备的用户每个月支付额外的费用便可获得Google One、YouTube Premium、YouTube Music Premium、Google Play Pass以及延长保修等捆绑服务。

## 生产与销售
据日本经济新闻报道，由于2019冠状病毒病越南疫情影响当地的生产活动，打乱了Google将手机生产线迁至越南的计划，Pixel 6系列最终主要在中国大陆生产及组装。产量方面，尽管当時全球芯片短缺问题严重，Google仍要求供应商将Pixel 6系列手机的产量提升至最少700万部，这一数字是2020年Google智能手机总出货量的将近两倍。
Pixel 6及Pixel 6 Pro最初在包括澳大利亚、加拿大、法国、德国、爱尔兰、日本、台湾、英国和美国在内的共9个国家和地区首发，并于2022年2月开始在意大利、西班牙和新加坡发售。Google首席商务官菲利普·辛德勒（Philipp Schindler）在其母公司Alphabet的2021年第三季度财报中透露，Google已与首发的9个国家和地区的共45家运营商和零售商签署合作协议，销售Pixel 6系列手机。尽管Pixel 6系列已不再配备用于隔空操作手机的Project Soli雷达感应器，Google仍不打算在印度推出该机型，该公司在回应媒体咨询时表示，由于供应链紧张，Google无法确保其产品能在所有市场推出。
Pixel 6系列刚开放预售后不久，Google Store官方网站一度出现宕机的情况。另一方面，部分款式在预售期间也因缺货而无法预订，其中Pixel 6 Pro缺货的情形尤为严重，另外有的订单甚至还出现交付延期的情况，针对缺货的问题，Google Store特别推出候补名单，以便有购买需求的用户能够及时收到到货通知。

## 评价
The Verge的丹·塞弗特（Dan Seifert）分别给予Pixel 6及Pixel 6 Pro两款手机9分及8分的评分（满分为10分），他表扬了Pixel 6系列出色的拍摄表现、优秀的续航及流畅的屏幕，但对于两款手机较大的机身、屏下指纹的识别速度及非常滑的手机材质并不满意。有线电视新闻网的雅各布·克罗尔（Jacob Krol）对于Pixel 6系列的外观、性能及拍摄等方面整体上持正面评价，但认为还不足以让所有iPhone用户都改用Android手机。CNET赞扬了Pixel 6系列手机独特的外观设计及优秀的拍摄表现，称该手机与前代Pixel相比更有能力与苹果和三星的手机抗衡，但指出其续航表现并未达到优秀水平。纽约时报的布莱恩·陈（Brian Chen）则认为Pixel 6系列相较于前代Pixel手机整体上进步明显，但仍不足以与苹果的iPhone抗衡，他指出该手机尽管在Tensor芯片的加持下操作较为流畅，但其实时翻译功能仍有改善空间，同时拍摄方面有时亦会过度优化，以至于部分时候整体效果不如iPhone 13 Pro。在美国，36％的Pixel 6用户想要切换到另一个品牌。

## 问题
- Pixel 6系列发售不久后，部分用户反映称在手机处于关机状态时，按下手机电源键屏幕会出现闪烁[55]。Google表示将在2021年12月推出的更新修复这一问题[56]。
- 调整系统动画持续时间可能会导致屏下指纹识别和息屏显示无法正常运作[57]。
- Pixel 6系列发售后，不少用户抱怨屏下指纹识别速度过慢，对此Google声称Pixel 6系列的屏下指纹识别采用了增强的安全算法，额外的保护使得手机需要花更长的时间来识别指纹[58]。另一方面，部分用户发现其Pixel 6系列手机可以使用未注册的指纹解锁[59]。此外，当手机电量完全耗尽后，指纹识别将完全无法正常运作，需要将手机重置至出厂状态时才可恢复运作[60]。针对屏下指纹的一系列问题，Google于2021年11月中旬推出更新进行部分优化[61]，后来该公司又在2021年12月推出的更新中进一步优化屏下指纹识别体验[62]。
- 有用户反映称其Pixel 6系列手机的Google助理有时会自动随机挑选通讯录中的其中一个号码进行拨号[63]。此问题在Google推送应用更新后修复[64]。
- 当Pixel 6和Pixel 6 Pro手机内置的相册应用升级至5.67后，魔术橡皮擦功能将无法使用，Google临时将该更新从应用商店中移除，并计划在问题修复后再推出更新[65]。
- 一些Pixel用户反應与其他公司的手機相比，Pixel 6的充电时间更长，而且一些第三方制造商的充電線和充电器还不能够兼容Pixel 6手机。[54]
- Pixel 6 和 Pixel 6 Pro 的屏幕有屏幕闪烁、绿色色调以及屏幕在没有任何外力的情况下偶尔破碎的问题。自动亮度功能偶尔也会出现故障。[54]
- WiFi會断开连接[54]。
- Pixel 6手机的手势导航经常冻结或无响应。[54]